# Alberto Cotta Guerra
Alberto Juliano Gonçalves Cotta Guerra (Gloucester,E.U.A., 28 de Outubro de 1913 – Cascais, 10 de Maio de 2012) foi um Médico Psiquiatra português, que se especializou no tratamento de dependências ligadas à toxicomania. Foi um dos responsáveis pelo Centro de Recuperação Social da Ilha da Taipa (Macau) desde 1961, e Director Nacional do Centro de Estudos de Profilaxia da Droga (CEPD) entre 1976 e 1978. Defendia, na sua acção, que se deveria ”contrariar o uso de drogas por processos psicopedagógicos adequados, tratar os dependentes e reintegra-los como pessoas saudáveis na dinâmica social”. Fez doutrina na área do tratamento de dependentes de drogas através de várias publicações e conferências em Lisboa, Macau, Luanda e Tóquio.